# حجت‌آباد علیا (کرمانشاه)
حجت‌آباد علیا، روستایی از توابع بخش مرکزی شهرستان کرمانشاه در استان کرمانشاه ایران است.

## جمعیت
این روستا در دهستان میان‌دربند قرار دارد و برپایه سرشماری مرکز آمار ایران در سال ۱۳۸۵، جمعیت آن ۱۷۵ نفر (۴۴خانوار) بوده‌است.